# Purulliya-Fest

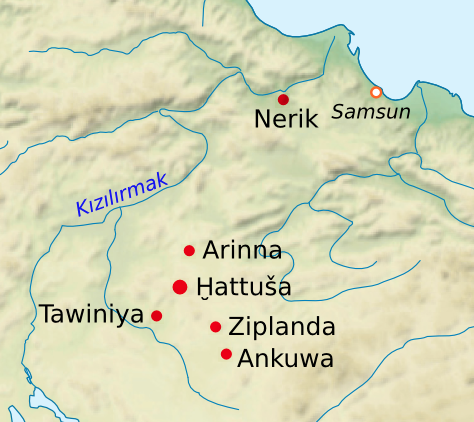
Lage hethitischer Kultorte. Zu beachten ist, dass nur die Lage von Ḫattuša und Nerik gesichert ist.

Das purulliya-Fest war das wohl wichtigste Fest der Hethiter. Als Fest der Erneuerung war es vermutlich das hethitische Neujahrsfest. Gefeiert wurde es im Frühling, wenn es „grünt und spriesst“, und dauerte ungefähr einen Monat; die offiziellen Feierlichkeiten starteten in der Hauptstadt Ḫattuša. Im Verlaufe des Festes unternahmen der hethitische König, die Königin und die Prinzen Pilgerreisen durch verschiedene Städte, wobei die heiligen Städte Arinna und Zippalanda, vor allem aber die Wettergottstadt Nerik eine wichtige Stellung einnahmen. In letzterer Stadt fand die Legitimierung des Königs durch die Götter statt, mithin der Höhepunkt des ganzen Festes; hier wurde während des Fests der Illuyanka-Mythos aufgeführt.

## Hintergründe
Das purulliya-Fest war ursprünglich ein hattisches Fest. Dies zeigt sich anhand der am Fest verehrten Gottheiten und an den besuchten Plätzen, aber auch an den auf Hattisch gesungenen Liedern und Ausrufe. So ist denn der hethitische Festname purulli(ya)-, wurulli(ya)- vermutlich eine Ableitung von hattisch fur- (geschrieben pu-ur-, wuu-ur-) „Erde, Land“. Das gleichlautende hurritische Wort purulli „Haus, Tempel“ ist fernzuhalten.
Nachdem die Hethiter die Wettergottstadt Nerik unter Ḫantili II. an die Kaškäer verloren hatten, wurde das Fest in benachbarten Orten durchgeführt. Einige Rituale wurden ins AN.TAḪ.ŠUM-Fest aufgenommen. Nachdem Ḫattušili III. die Stadt zurückerobert hatte, wurden die Rituale erneuert. Kella, Priester des Wettergottes von Nerik, verfasste 32 Tafeln, die das Fest in Nerik beschreiben, von denen kaum etwas erhalten ist.
Der Festablauf ist nur bruchstückhaft überliefert, so dass die Reihenfolge der einzelnen Festrituale rekonstruiert werden muss. Zudem ist die Zugehörigkeit einzelner Rituale zum purulliya-Fest nicht immer eindeutig. So versuchte Daddi Pecchioli darzulegen, dass das Festritual der Tetešḫapi in Tawiniya zum purulliya-Fest gehört. Ihm folgt Volkert Haas, andere dagegen bleiben skeptisch.  Während Volkert Haas eindeutig vom purulliya-Neujahrsfestritual spricht, halten andere diese Deutung für unbewiesen. Die Beschreibung des Festablaufs folgt hauptsächlich Volkert Haas, der in seiner hethitischen Religionsgeschichte eine ausführliche Abhandlung des Festes gibt.

## Die Feierlichkeiten

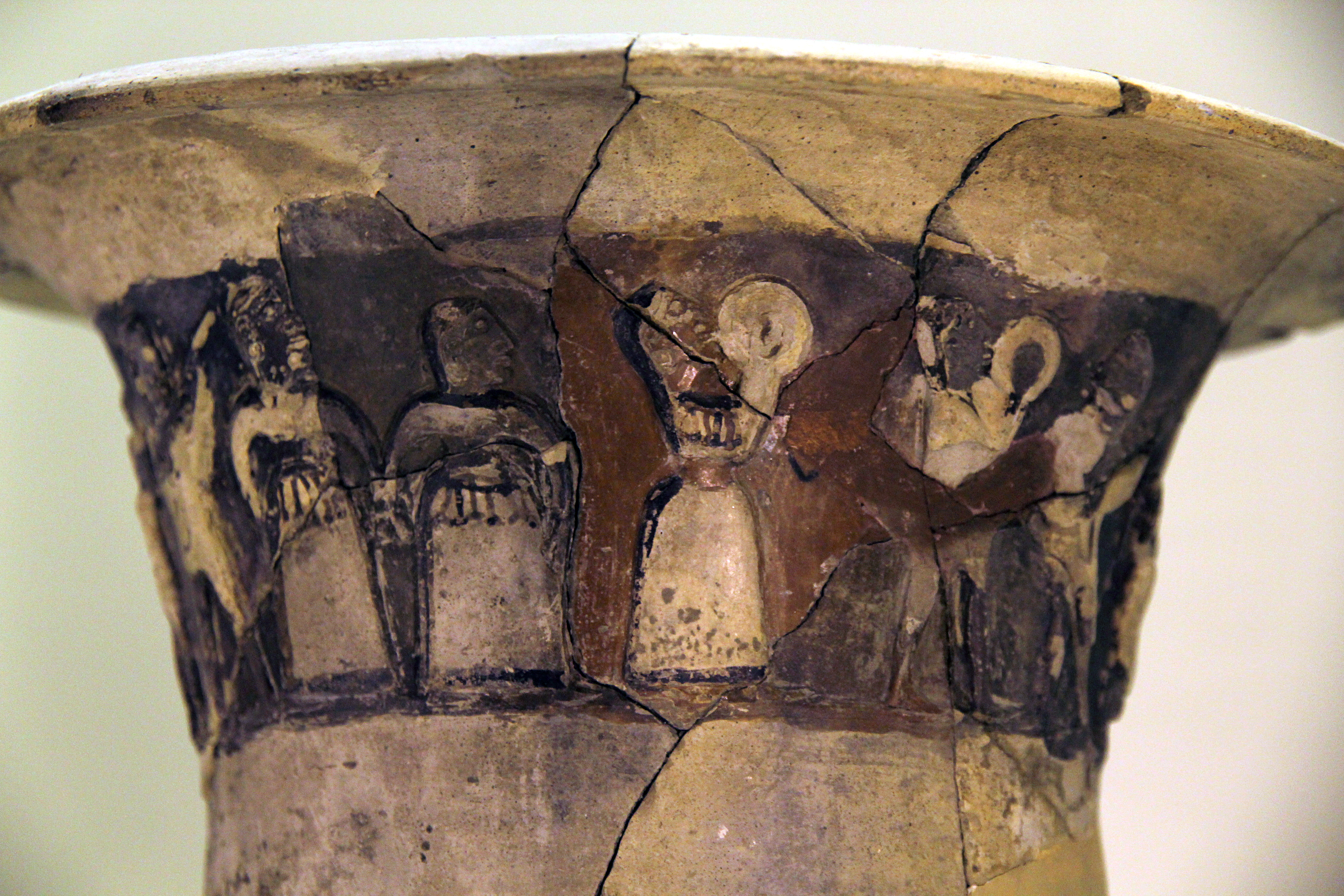
Tänzer und Musikanten auf einer Vase aus Hüseyindede.

Die genaue Abfolge der einzelnen Festakte kann nicht genau eruiert werden, da kein vollständig zusammenhängender Text erhalten ist. Auch die Zuordnung einzelner Rituale zum purulliya-Fest wird von verschiedenen Forschern unterschiedlich betrachtet.

### Festriten in Ḫattuša
Den Auftakt dürften Rituale zur Erneuerung des Totentempels und Palastes gebildet haben. Es wird berichtet, wie der König beim ašuša-Stadttor mit einem Lied in hattischer Sprache begrüßt wird. Offenbar mit einer Kutsche fährt er zum Tempel der kurša-Jagdtaschen, wo mit Chorgesang, Trommeln und Rasseln die Jagdtasche der Gottheit Kantipuitti verehrt wird. Danach werden im Tempel der Korngöttin Ḫalki verschiedenen Gottheiten Trankopfer dargebracht, darunter Parka, die Unterweltsgöttin Allatum, der Thron und die Muttergöttin Ḫannaḫanna, sowie die Torwächtergottheiten „Šalawaneš des ašuša-Stadttores“.
Am purulliya-Fest wurde der Totentempel (heth. ḫišta-Haus) erneuert. Die Schmiede aus Arinna kümmern sich um die Sonnenscheiben, Götterstatuetten und andere Metallobjekte, die Hirten um die kurša-Jagdtaschen. Auch Vorhänge und Gewänder werden erneuert. Der Brunnen beim Tor und verstopfte Wasserleitungen werden gereinigt. Zudem werden die Opfergaben herbeigeschafft, darunter schwarze Muttertiere mit ihren schwarzen Jungen. Der König begibt sich zuerst zum „Steinhaus“. Im Innern bringen eine Frau und der „Mann vom Totentempel“ dem Totengott Ugur Rauchopfer dar. In seiner Kutsche fährt nun der König, begleitet von Kultpersonal mit Trommeln und Rasseln, zum Totentempel, wo verschiedenen Gottheiten geopfert und das vergangene Jahr bestattet wird, ein Kultbrauch, der auch aus Ebla und Babylon bekannt ist.
Mit dem purulliya-Fest verbunden, waren auch die Palasterneuerungsrituale. Im Ritual für die Gottheit Zilipuri werden mythische Motive rezitiert: Die Götter, nachdem sie ihre Zuständigkeiten ausgehandelt hatten, stellten in Ḫattuša den Thron für den Großkönig (tabarna) auf, bauten den Palast unter Verwendung der richtigen Baumaterialien und öffneten schließlich dem „Zilipuri, dem König“ das Palasttor. Sie legten Üppigkeit und Fülle in den Palast und Nachkommenschaft für das Königspaar. Den Gott Šulinkatte ernannten sie zum Torwächter, der dafür sorgt, dass nur Gutes in den Palast kommt. Der Priester unternimmt Rituale mit Gewändern, Messern, Nägeln, Hämmern und anderen Gerätschaften. Am Schluss werden Stiere und Schafe geopfert.
Im folgenden Ritual spricht der König zu Throngöttin Ḫalmašuit. Er fordert sie auf, mit ihm ins Gebirge zu fahren. Dort werde er ihr eine Schüssel geben und beide würden daraus essen. Er spricht zur Göttin: „Du aber beschütze die Berge!“. Ihm, dem sein Vater, der Wettergott, und seine Mutter, die Sonnengöttin, das Land und das Königtum gegeben haben, solle sie ja nicht ins Haus kommen! Dann bittet er seinen Vater, den Wettergott, die durch Regengüsse stark und groß gewordenen Bäume für den Palastbau fällen zu dürfen. Die Throngöttin gebietet den Bäumen, alle schlechten Eigenschaften im Innern abzulegen. Sie schickt den Adler ans Gestade des Meeres, wo dieser Ištuštaya und Papaya sieht, wie diese die Lebensjahre des Königs spinnen. Vor dem Fenster des Palastes stehen wissenskundige Weberinnen und Weber mit obstgefüllten Behältern. Die Throngöttin fordert sie auf, den König zu segnen und ihm zehn Übel wegzunehmen. Dann werden die Berge angehalten, an ihrem Platz zu bleiben, darunter auch der Berg Ḫarka (Erciyes Dağı) und Tudḫaliya. Der König geht nun ins Gebirge, wo ihm sein Alter genommen und neue Jugend und Kampfeskraft verliehen werden. Die Sonnengöttin und der Wettergott erneuern seine Jahre. Seinen Körper belegen sie mit glänzendem Zinn, machen seinen Kopf hart wie Eisen, verleihen ihm Adleraugen und den Mund eines Löwen. Der Vegetationsgott Telipinu wird herbeigerufen, damit er die Vorratskammer öffne und Wein herbringe. Alle Götter versammeln sich im Gebirge und ehren den König.

### Trinkritual in Tawiniya

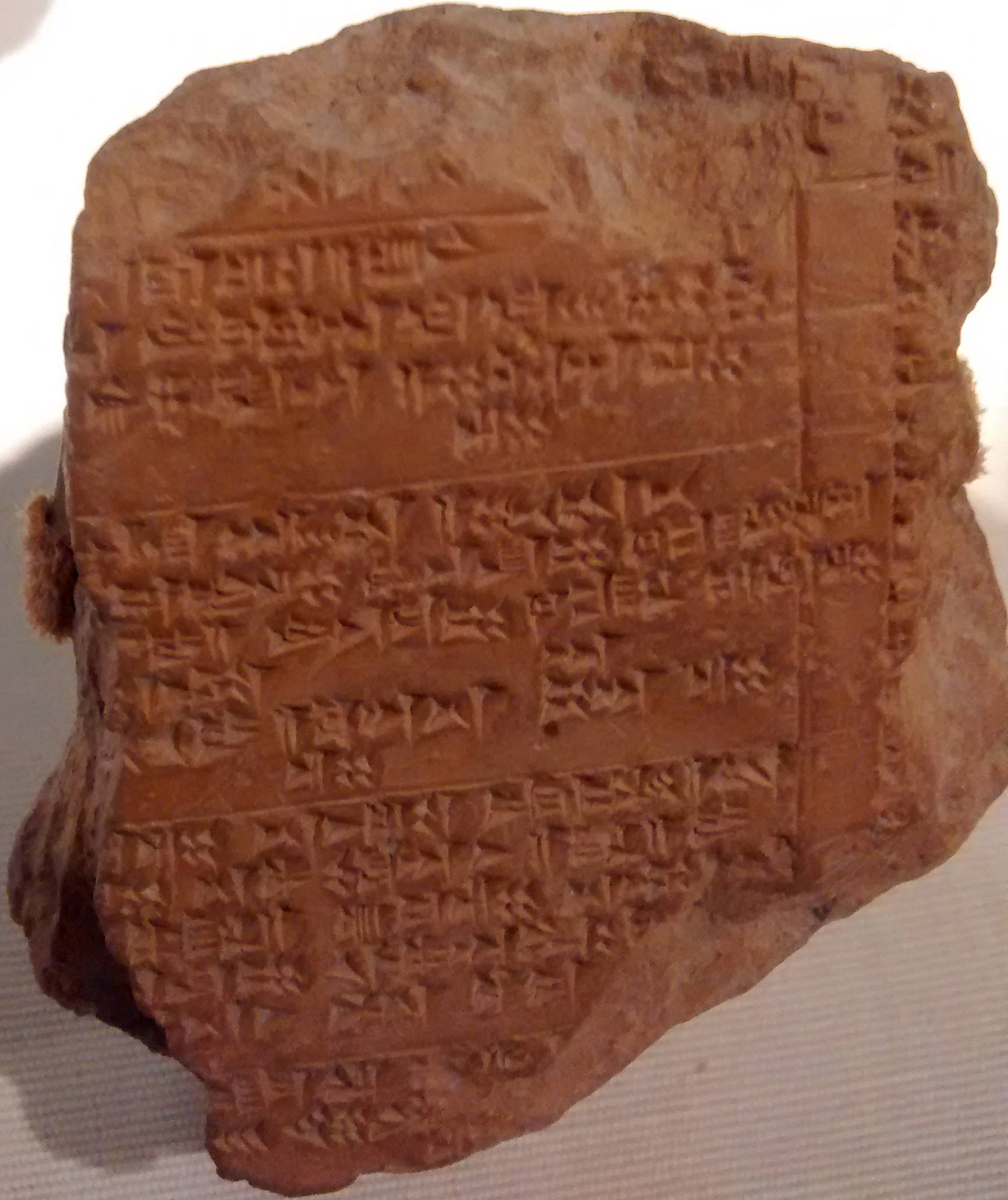
Keilschrifttafel VBot 32 mit Festbeschreibung für Tetešḫapi

In Ḫattuša wird die Statuette der Göttin Tetešḫapi (hatt. „Große Göttin“) in einen Wagen gesetzt und zusammen mit der entu-Priesterin nach Tawiniya (ev. Büyüknefes) gefahren, begleitet von Mädchen, die hattische Lieder singen. In den hattischen Ausrufen kommt auch das Wort wurella vor, also wohl der Festname. In Tawiniya wird ein Trinkritual durchgeführt, das die entu-Priesterin leitet, in Anwesenheit des Königspaars und der Priester von Arinna und Zippalanda. Der König eröffnet die Zeremonie. Zuerst erhalten der Wettergott und Wašezzil Trank- und Brotopfer, begleitet von der großen Leier und einem Chor. Als Nächstes werden dem Kriegsgott Zababa verschiedene Brote und Käse geopfert. Nach dem Trankopfer erforscht die entu-Priesterin das Leberorakel der Inar, das von einem Mädchen und einem Knaben verkündet wird, während die ḫupiya-Leute tanzen. Dasselbe geschieht, wenn für die Gottheit Zaiu getrunken wird. Abermals wird für eine Gottheit getrunken, deren Name im Text nicht mehr erhalten ist. Nochmals wird das Orakel in derselben Weise verkündet. Ein Leopardenmann ruft hattische Sprüche, die von Mädchen wiederholt werden. Ein Schaf wird geopfert, zerlegt und in einen Topf gelegt. Ein Jäger spannt seinen Bogen, schießt den Pfeil aber nicht ab und schreitet „iyi!“ rufend zum König hin. Während ein Bärenmann tanzt, geht jemand zum Topf und nimmt den Penis des Opfertieres heraus, wirft ihn wieder hinein und entfernt sich. Es folgen ein Ritual mit Lebern und dann eines mit Vögeln.
Nun wird für einer Reihe von Gottheiten libiert: zuerst der Inar, dann der Tetešḫapi, weiter der Sonnengöttin und ihrer Tochter Mezulla, sodann dem Wettergott und dem Wettergott von Zippalanda, dem Telipinu und der Kattaḫḫa, der Inar und Ḫapantali, dem Zababa und Tunturmiša und schließlich dem „günstigen Tag“, was ein Euphemismus für den Todestag ist. Dann verlässt die Priesterin den Tempel, setzt sich in die Kutsche und dreht eine Runde. Eine unverständliche Geschichte wird erzählt, von einer Antilope mit ihrem Kitz an einem Brunnen: „Und wenn ich gehe, so fürchte mich im Leopard und im Wolf; meide das Wasser – dies ist Tetešḫapi“.
Am andern Tag fährt der König nach Zippalanda. Das Fest der Tetešḫapi in Tawiniya aber dauert noch mindestens sieben Tage. Es hat ein jägerisches Gepräge, mit Leoparden-, Bären- und Hundemännern, Jägern und einem Dolchmann, der die erlegten Tiere häutet.

### Zippalanda
In Zippalanda (ev. Çadır Höyük) wird der König von singenden Mädchen empfangen. Im Trinkritual werden der Wettergott von Zippalanda und die lokalen Gottheiten verehrt. Nachdem dem Wettergott von Zippalanda ein Stier und ein Widder und der Sonnengöttin der Erde eine Kuh und ein Schaf geopfert wurden, wird die Statuette des Gottes zum Stadttor getragen, wo der König dem Gott opfert, zudem auch noch dem Ḫašammili und dem Berggott Taḫa. In einem folgenden Ritual wird der Wettergott von Zippalanda aufgefordert, sich aus dem süßen Schlaf zu erheben, damit der König ihn auf den heiligen Berg Taḫa (ev. Kerkenes Dağı) bringen kann, der bei der Stadt liegt. Auf dem Berg werden der Wettergott von Zippalanda und der Berggott verehrt. Nach einem Abstecher nach Ankuwa (verm. Alışar Höyük), werden im Tempel des Wettergottes von Zippalanda Fackeln angezündet und in der Folge Rauch- und Brandopfer dargebracht, damit der Zorn des Wettergottes von Zippalanda verrauche. Die bruchstückhaften Texte nennen noch andere Rituale, die in Zippalanda stattfanden, doch ein genauer Festablauf ist nicht mehr erkennbar.

### Nerik

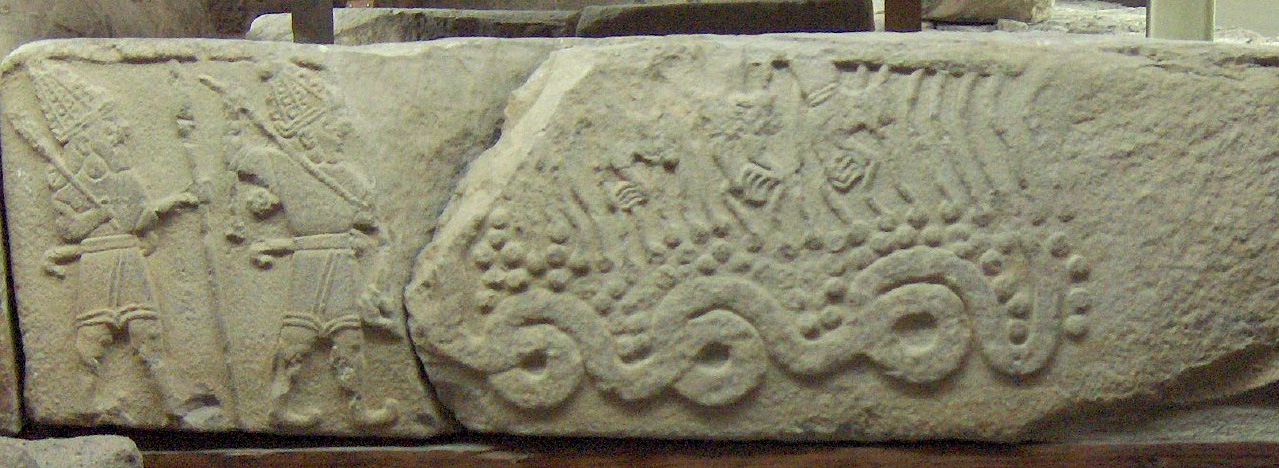
Kampf des Wettergottes gegen ein monströses Wasserwesen. Späthethitisches Relief aus Arslantepe, 1050–850 v. Chr.

Die Pilgerreise nach Nerik (Oymaağaç Höyük) erfolgt über die Stadt Kaštama, deren Lage unbekannt ist. Ab dort werden die lokalen Götter Zaliyanu, Zašḫapuna und Tazzuwašši mitgeführt. Auf dem Weg werden Rituale durchgeführt, die sich auf den Mythos des Kampfes zwischen dem Wettergott und dem Drachen Illuyanka beziehen. Bei der Ankunft in Nerik bestimmt ein Los den Zaliyanu als den größten der Götter und er wird auf den Dioritstuhl über dem Brunnen gesetzt.
Ein Herold verkündet den Beginn des purulliya-Festes. Im Tempel des Wettergottes von Nerik versammeln sich alle Götter, um sich an den dargebotenen Trank- und Speiseopfern zu sättigen. Dabei werden sie aufgefordert das Leben des Königs und der Königin zu sprechen. Brote und Getränke werden herbeigeführt und Tiere geopfert. Nach den Opfern tritt die Königin vor den Tempel unter die große Eiche des Telipinu, verneigt sich und libiert und später tut der König das gleiche. Noch vor dem Fest kümmert sich der Priester des Vegetationsgottes Telipinu um die Erneuerung der „Eiche des Opfertisches“, die vermutlich diese in Nerik genannt Eiche ist. Dabei werden zwei kurša-Jagdtaschen und zwei Opferschalen verbrannt. Der „Rinderhirt der Gottheit“ und Priester des Kriegsgottes Zababa fertigen aus sechs schwarzen und zwei weißen Fellen von Ziegenböcken neue Jagdtaschen. Auch andere Gerätschaften werden durch neue ersetzt.

### Opfer in Ḫanḫana und Kašḫa
Ein Teil des purulliya-Festes findet in Ḫanḫana und benachbarten Städten statt. Die Lage der Ortschaften ist unbekannt und wird südlich von Nerik vermutet. Diese Feierlichkeiten dauern sechs Tage und werden von einem Prinzen geführt. Die an erster Stelle verehrte Gottheit ist Telipinu, der in Kašḫa durch einen Eiche verkörpert wird.
Am ersten Tag werden in Ḫanḫana drei Rinder und vier Schafe geopfert. Es folgt ein ausgedehntes Festmahl. Am zweiten Tag treibt der Prinz dreißig Schafe und ein Rind, die vorher im Tempel des Telipinu geweiht wurden, zur Stadt Taniškuriya, begleitet von Musikanten. Dort werden sie bei der Stele des Telipinu geopfert. Es folgt wiederum ein Festmahl. Am selben Tag wird in Ḫanḫana ein Schaf dem Telipinu, eines der „Sonnengottheit des Torbaus“ am Ort der Kattaḫḫa, ein drittes bei der Stele des Šulinkatte und schließlich am Stadttor eines für die Torhütergottheiten Šaliwaneš geschlachtet. Am dritten Tag treibt der Prinz nun zwölf Rinder und zweihundert Schafe nach Kašḫa in den dortigen Telipinutempel. Vom Berg Katala wird eine junge Eiche, die man „Bild des Telipinu“ nennt, nach Kašḫa gebracht und richtet sie bei den zwölf Stelen anstelle der alten Eiche auf. Dann wird an jeder Stele ein Schaf geopfert. Ein Festmahl beendet auch diesen Tag. Am vierten Tag werden die Götterbilder und Gerätschaften des Tempels auf einem Wagen an den Fluss gefahren, begleitet von Sängerinnen und Musikern. Dort werden die Statuetten und Geräte gereinigt und dann zurück in den Tempel gefahren, wo Opfer dargebracht werden. Am fünften Tag wird das Bild des Telipinu von Ḫanḫana auf einem Rinderwagen nach Kašḫa gefahren. Nachdem zwei Rinder und zwanzig Schafe geopfert wurden, beginnt das Kultpersonal das Dach des Telipinutempels mit Lehm zu erneuern. Nochmals wird an den zwölf Stelen je ein Schaf geopfert. Der Prinz fährt nach Ḫanḫana, wo im Telipinutempel zehn Rinder und zweihundert Schafe geopfert werden. Am sechsten Tag wird das Bild des Telipinu von Kašḫa zurück nach Ḫanḫana gebracht. Bei der Ankunft werden drei Rinder und fünfzig Schafe geschlachtet. Zwölf weitere Schafe werden nach Kašḫa getrieben und vor den dortigen Stelen geopfert.